# Atakora (tỉnh)

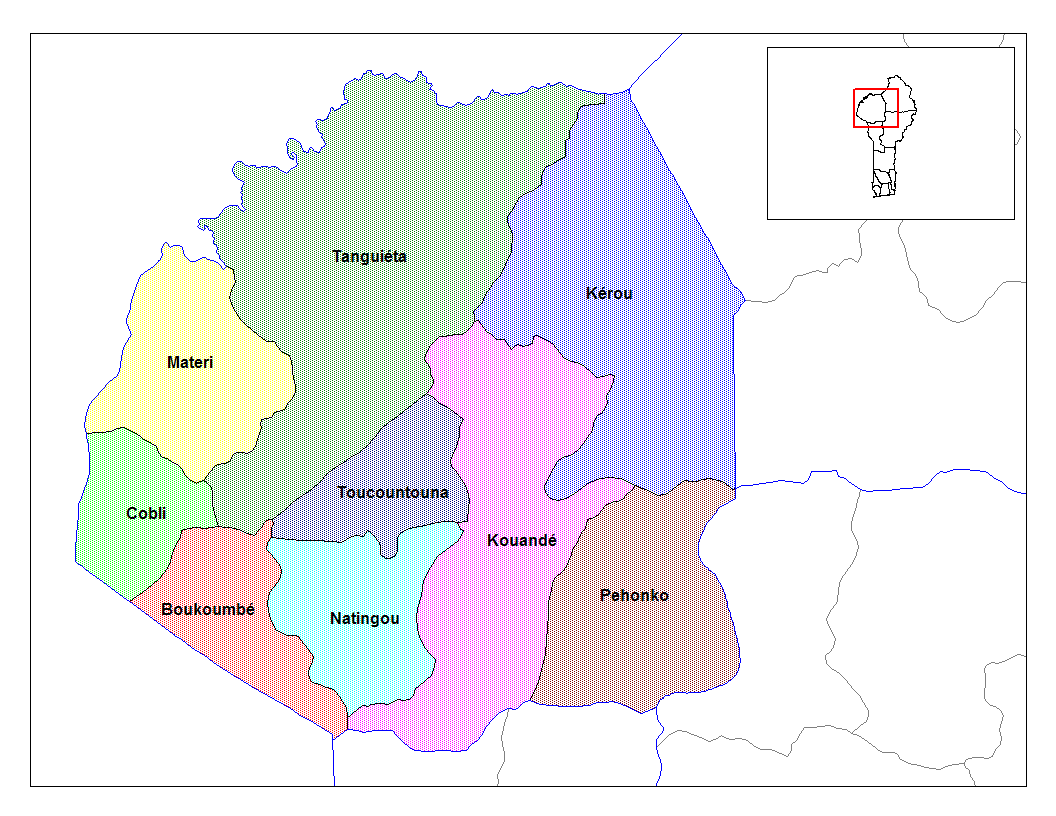
Các đô thị của Atakora

Atakora là tỉnh tây bắc của Bénin, giáp các vùng Savanes, Kara của Togo về phía tây và vùng Est của Burkina Faso về phía bắc. Tỉnh này cũng giá các tỉnh Alibori, Borgou, và Donga. Đây là vùng núi non bao phủ nhiều nhất của Benin, là quê hương của tổng thống Mathieu Kérékou. Khí hậu khô ráo hơn phía nam quốc gia này với 3 mùa chính, mùa mưa từ tháng 5 hoặc tháng 6 đến tháng 9 hoặc tháng 10, thời tiết mát mẻ và gió khô từ tháng 10 hoặc tháng 11 đến tháng 2 và mùa nóng từ tháng 2 đến tháng 4.
Atakora được chia thành các xã (thị trấn): Boukoumbé, Cobly, Kérou, Kouandé, Matéri, Natitingou, Pehonko, Tanguiéta, và Toucountouna.
Các thị xã chính gồm: Djougou, Natitingou và Tanguiéta. Các địa điểm nổi bật gồm các ngôi nhà Tata Somba, vườn quốc gia Pendjari, nhiều thác nước.
Năm 1999, khu vực phía nam tỉnh Atakora đã được tách ra để lập tỉnh mới Donga.